# Cr 173
Cr 173 est une association OB brillante située dans la constellation de la Poupe, à la frontière avec la constellation des Voiles. En fait, cela coïncide avec l'association Vela OB2.

## Observation
L'amas occupe toute la partie sud de la constellation de la Poupe, s'étendant même jusqu'aux Voiles. Il est parfaitement identifiable même à l'œil nu, grâce à la luminosité de ses composantes stellaires les plus brillantes, qui atteignent les magnitudes 5 et 4. Cet amas d'étoiles domine cette partie du ciel grâce à la concentration d'étoiles brillantes. Aux jumelles, elle apparaît cependant comme une vague concentration d'étoiles, légèrement plus riche que le reste du ciel, et il n'est souvent pas possible de la voir dans son intégralité, étant donné ses vastes dimensions angulaires.
Sa déclinaison est fortement méridionale. Cela signifie que sa visibilité depuis les régions de l’hémisphère nord est faible. L'étoile γ Velorum, située dans la partie centrale de l'association, n'est observable qu'au sud de 47 °N, tandis que les autres composantes se trouvent à des déclinaisons encore plus au sud. Depuis l'hémisphère sud, au contraire, ce groupe d'étoiles domine le tronçon de la Voie lactée dans lequel il se trouve, au centre de l'ancienne constellation du Navire Argo. La meilleure période pour l'observer dans le ciel du soir se situe entre janvier et mai, surtout depuis l'hémisphère sud.

## Caractéristiques
Il s'agit de l'association OB connue sous le nom de Vela OB2, située dans le bras d'Orion voisin, qui est responsable de l'amas générique d'étoiles visibles en direction de l'ancienne constellation du Navire Argo. L'amas comprend la plupart des étoiles de magnitudes 5 à 7 visibles dans cette zone. Vela OB2 est l'une des associations OB les plus proches jamais créées, après l'association Scorpion-Centaure. Étant à une distance moyenne d'environ 415 pc (∼1 350 al), elle est physiquement située à l'intérieur de la nébuleuse de Gum, une immense nébuleuse probablement causée par l'explosion de plusieurs supernovae. L'association comprend près d'une centaine de composantes réparties sur un diamètre d'environ 6°, dont la plus brillante serait γ Velorum elle-même, apparemment située près de son centre géométrique, ainsi que d'autres étoiles de magnitude 4 et 5, telles que HD 68324, HD 64740 et HD 65818. En étudiant les données du satellite Hipparcos, il a été possible de déterminer que l'association Vela OB2 coïncide en fait avec le grand amas ouvert catalogué dans les années 1930 par Per Collinder sous l'acronyme Cr 173, bien qu'il lui ait donné une distance différente. En effet, les estimations de la distance de cette association sont quelque peu controversées, allant de 380 à 500 parsecs.
Certains scientifiques se demandent si γ Velorum appartient réellement à l'association, car son âge serait différent de celui des étoiles de l'association elle-même : Vela OB2 aurait en fait un âge d'environ 10 à 20 Ma, tandis que γ Velorum serait plus jeune, avec un âge d'environ 3 à 4 Ma. Les mêmes scientifiques ont émis l’hypothèse que le rayonnement ultraviolet intense de cette étoile Wolf-Rayet aurait pu éliminer le gaz résiduel, stoppant ainsi la formation d’étoiles. γ Velorum serait également placé au centre d’un sous-groupe très distinct, situé à proximité de l’association. Cette séparation est probablement due au fait que les processus de formation d'étoiles ont eu lieu en plusieurs points distincts du nuage moléculaire géant d'origine et dans une séquence temporelle.

### Travaux généraux
- (it) A. De Blasi, Le stelle: nascita, evoluzione e morte, Bologna, CLUEB, 2002 (ISBN 88-491-1832-5)

### Carte céleste
- (en) Toshimi Taki, Taki's 8.5 Magnitude Star Atlas, 2005 (lire en ligne)
- (en) Tirion, Rappaport, Lovi, Uranometria 2000.0 - Volume I - The Northern Hemisphere to -6°, Richmond, Virginie, USA, Willmann-Bell, inc, 1987 (ISBN 0-943396-14-X)
- (en) Tirion, Sinnott, Sky Atlas 2000.0 - Second Edition, Cambridge, USA, Cambridge University Press, 1998 (ISBN 0-933346-90-5)